# Doug Gilmour
Douglas Robert Gilmour (Kingston, Ontário, 25 de junho de 1963) é um jogador profissional aposentado canadense de hóquei no gelo, atual treinador do Kingston Frontenacs, time da Ontario Hockey League (OHL). Durante a sua carreira na NHL, a liga profissional dos Estados Unidos e que também conta com equipes do Canadá, jogou para o Saint Louis Blues, Calgary Flames, Toronto Maple Leafs, New Jersey Devils, Chicago Blackhawks, Buffalo Sabres e Montreal Canadiens. Gilmour ganhou a Copa Stanley com os Flames em 1989, e o Troféu Frank J. Selke como o melhor “atacante defensivo” com os Maple Leafs em 1993.

## Carreira nas equipes juniores
Gilmour começou a jogar hóquei na categoria júnior para os Cornwall Royals, da OHL, na temporada 1980-81. Ele passou três temporadas com a equipe, ajudando o time a conseguir dois campeonatos consecutivos da Memorial Cup. Durante o campeonato de 1981 ele se contundiu, mas na seguinte voltou a marcar 46 gols e 119 pontos. Gilmour não foi escolhido em seu primeiro ano de elegibilidade para a NHL mas, na escolha do draft de 1982, o Saint Louis Blues o escolheu na 7a rodada, a escolha 134 no geral. Ele não jogou para os Blues na temporada 1982-1983, e voltou para o time de Cornwall. Ganhou o Eddie Powers Memorial Trophy como o maior artilheiro da OHL, com 70 gols e 177 pontos. Ele também foi nomeado o jogador mais valioso (MVP) da OHL. Durante a temporada, ele estabeleceu um novo recorde do campeonato com uma sequência de 55 jogos marcando gols.

## Carreira Profissional

### Saint Louis
Gilmour tinha dificuldade em fechar um contrato com os Blues, que ainda estavam em dúvida se ele não teria uma estatura baixa para a NHL. Nesse período ele quase chegou a jogar hockey profissional na Alemanha, mas duas semanas antes do início da temporada 1983-84 da NHL, Gilmour e os Blues chegaram a acordo e ele se juntou à equipe. Lesões de outros jogadores lhe permitiram jogar como central na quarta linha de ataque, e ele se tornou um especialista defensivo. O companheiro de equipe Brian Sutter o apelidou de "assassino" por causa de sua intensidade sobre o gelo e pela semelhança do nome para com o assassino condenado Gary Gilmore.
Durante suas primeiros três temporadas com os Blues, Gilmour foi uma presença consistente de defesa com a média de 50 pontos. Nos playoffs de 1986 ele marcou 21 pontos em 19 jogos, mas os Blues perderam nas finais da Conferência. Isto fez com que Gilmour fosse um dos únicos jogadores na história a liderar a pós temporada em pontos e, mesmo assim, não conseguir chegar nas finais da Stanley Cup; Peter Forsberg também alcançaria essa façanha em 1999 com o Colorado Avalanche.
Pouco antes da temporada 1988-1989, Gilmour foi negociado com o Calgary Flames, juntamente com Mark Hunter, Steve Bozek e Michael Dark, numa troca por Mike Bullard, Coxe Craig e Tim Cokery. Os Blues negociaram Gilmour depois que ele foi acusado em uma ação civil por abuso sexual contra uma babá adolescente. Gilmour negou que o ocorrido e o júri não encontrou provas suficientes para incriminá-lo. Os Blues não admitiram publicamente que a ação judicial pendente contra Gilmour tivesse sido o motivo para a troca, mas o atleta estava convencido disso: "Eu não queria sair de Saint Louis mas, com o que aconteceu na semana passada, esta foi a melhor solução para ambas as partes."

### Calgary
Gilmour foi rapidamente negociado com o Calgary Flames após a temporada 1987-88. Com os Flames, Gilmour ganhou a Stanley Cup em 1989. Antes do jogo decisivo da série de seis, ele beijou e apertou as mãos do comentarista do Hockey Night in Canada, Don Cherry, para desejar boa sorte; Cherry, também nascido em Kingston, carinhosamente chamava seu jogador favorito de “Dougie”. Gilmour marcou dois gols no jogo 6, incluindo o do título contra o Montreal Canadiens.

### Toronto
Em 2 de janeiro de 1992, Cliff Fletcher, o gerente geral do Toronto Maple Leafs, fez uma grande negociação com o Calgary Flames, onde Fletcher havia ocupado o mesmo cargo e sido o responsável por montar a equipe do campeã de 1989, antes de vir para Toronto. Gilmour foi adquirido juntamente com Jamie Macoun, Ric Nattress, Kent Manderville e Rick Wamsley em troca de Gary Leeman, Alexander Godynyuk, Jeff Reese, Michel Petit e Craig Berube. A troca envolvendo 10 jogadores foi a maior da história da NHL e, estatisticamente falando, uma das mais desiguais.[carece de fontes?]
Os torcedores do Toronto precisaram esperar muito tempo para que a aquisição de Gilmour mostrasse seu valor, pois o atacante jogou bem  o restante da temporada 1991-1992. Gilmour então passou a ter um ano de sucessos, marcando o recorde de pontos da franquia, 127 durante a temporada regular 1992-93. Nos playoffs ele desempenhou um papel-chave, ajudando os Leafs a derrotar as fortes equipes do Detroit Red Wings e  St. Louis Blues, ambas em sete jogos. Gilmour terminou a pós-temporada com 35 pontos, atrás apenas de Wayne Gretzky. Ele concorreu ao Troféu Hart como MVP de temporada regular, e ganhou o Troféu Selke como a melhor “atacante defensivo”, o prêmio da NHL mais importante que um jogador dos Leafs ganhou desde 1967.
Um dos gols mais memoráveis de Gilmour foi marcado durante a série de playoffs de 1993, na segunda rodada, contra o St. Louis Blues, durante a segunda prorrogação com morte súbita. Muitos fãs lembram dele patinando para lá e para cá atrás do gol do St. Louis, várias vezes, até que finalmente deslizou o disco entre a trave e o goleiro Curtis Joseph, que também se tornaria famoso com os Leafs anos mais tarde.
Na final da conferência a equipe de Gilmour enfrentou Wayne Gretzky e os Los Angeles Kings. Durante o jogo 1 das finais de conferência, Gilmour foi atingido por um golpe duro do jogador Marty McSorley, dos Kings. O capitão dos Leafs, Wendel Clark, foi para cima de McSorley desferindo vários golpes. Toronto liderava a série, três jogos a dois, e muitos fãs, incluindo Don Cherry, estavam esperando por uma decisão canadense pois o Montreal Canadiens já tinha avançado às finais da Stanley Cup. No entanto, durante a prorrogação do jogo seis, Gilmour foi atingido pelo taco de Wayne Gretzky, e chegou a sangrar, mas não houve qualquer penalidade dada pelo árbitro. Logo em seguida, Kerry Fraser marcou o gol da vitória dos Kings evitando a eliminação. Durante o jogo 7, de volta ao Maple Leaf Gardens, o time estava atrás no placar por 5-3, após Gretzky ter marcado o seu hat-trick (3 gols na mesma partida). Os Leafs chegaram a diminuir para apenas um gol de diferença mas não conseguiram encontrar o gol de empate, e os Kings avançaram para a final.
Gilmour terminou a temporada 1993-94 em quarto lugar, com pontuação de 111 pontos, apenas um atrás do terceiro colocado Adam Oates. Fez sua participação consecutiva no All-Star Game da NHL e terminou como vice-campeão do Troféu Selke. Nos playoffs, levou os Leafs à final da Conferência Oeste (antiga Conferência Clarence Campbell), quando foi derrotado pelo Vancouver Canucks em cinco jogos. Os Leafs foram a única equipe da NHL a chegar à final de conferência em temporadas consecutivas: 1992-93 e 1993-94. Nestas, somente Oates marcou mais pontos do que Gilmour.
Quando o capitão e um dos jogadores favoritos da torcida dos Leafs, Wendel Clark, foi negociado com o Quebec Nordiques na pré-temporada de 1994, Gilmour foi nomeado capitão da equipe.
Ao longo de seus seis anos como jogador do time, ele foi um dos mais populares da equipe e do campeonato. Ele era o queridinho da mídia, porta-voz do NHLPA na comunidade e eventos de caridade, e ele também apareceu em uma série memorável de comerciais de TV chamada Got Milk?, que também contou com sua então esposa Amy.

## Últimos anos da carreira
Fletcher negociou Gilmour para o New Jersey Devils em 1997 em troca de Steve Sullivan, Alyn McCauley e Jason Smith. Gilmour teve a sua melhor performance na pós-temporada, mas os Devils sofreram com a saída precoce nos playoffs.
No verão de 1998 Gilmour assinou com o Chicago Blackhawks. O Chicago foi o adversário do Toronto na noite do último jogo no histórico Maple Leaf Gardens. Gilmour acabou marcando um gol e, na cerimônia de encerramento, foi aplaudido de pé pelos torcedores do Toronto.
Na primavera de 2000 Gilmour foi negociado novamente, desta vez com o Buffalo Sabres. Ele fez um impacto imediato na equipe, que tinha sido finalista da Stanley Cup da temporada anterior, ajudando-os a chegar aos playoffs. No entanto, foi derrubado por uma doença no estômago e só jogou em cinco jogos dos playoffs. Em 2000-01 contusões limitaram as estatísticas de Gilmour na temporada regular, mas ele novamente teve um desempenho forte com o rejuvenescido time dos Sabres nos playoffs, derrotando o Philadelphia Flyers na primeira rodada, e sendo derrotados pelo Pittsburgh Penguins em uma dificílima segunda rodada.
Gilmour, um jogador muito experiente, assinou em 2001 com o Montreal Canadiens. Com Saku Koivu, o então capitão do Canadiens, fora da escalação por causa de um câncer, Gilmour preencheu um vazio de liderança. Teve uma boa campanha de playoffs, interrompida pelo Carolina Hurricanes. Antes de um dos jogos dos playoffs, Gilmour também gravou uma mensagem aos fãs dos Habs para que não vaiassem o hino nacional dos Estados Unidos.
Rumores circulavam ao redor do mundo do hóquei de que Gilmour estava pensando em aposentadoria. Para o deleite dos fãs dos Maple Leafs, em 2003 a data limite de trocas da NHL trouxe uma boa notícia: os Canadiens ofereceram Gilmour para os Maple Leafs em troca de uma escolha de sexta rodada para que ele pudesse terminar sua carreira em Toronto. No entanto, em seu primeiro jogo de volta com os Leafs, ele e o jogador do Calgary Flames Dave Lowry colidiram acidentalmente na segunda vez que Gilmour entrou no gelo, resultando na fratura da perna do veterano. Ele perdeu o resto da temporada e anunciou oficialmente sua aposentadoria em 8 de setembro de 2003 depois que John Ferguson Jr. recusou-se a re-assinar com ele.
Gilmour marcou 450 gols e 964 assistências em 1474 jogos em sua carreira na NHL.
Em 15 de setembro de 2006 os Maple Leafs anunciaram que Gilmour se tornaria seu conselheiro para o desenvolvimento de jogadores. Em 7 de agosto de 2008 foi anunciado que Gilmour se tornaria um técnico adjunto para os Leafs no Toronto Marlies da American Hockey League.
Em 17 novembro do mesmo ano Gilmour deixou os Marlies para assumir a posição de técnico principal dos Kingston Frontenacs, da OHL.
Em 31 de janeiro de 2009 o número 93 de Gilmour foi homenageado pelo Toronto Maple Leafs. Gilmour tornou-se o décimo sétimo jogador a ser homenageado pelo clube.

## Prêmios e realizações
1982-1983: OHL  - Troféu Red Tilson (melhor jogador)

1982-1983: OHL  – Troféu Memorial Eddie Powers (artilheiro) 

1982-1983: OHL  – Participação no primeiro time de estrelas (All-Star Team) 

1988-1989: NHL  – Conquistou a Stanley Cup com o Calgary Flames 

1992-1993: NHL  – Nomeado para o Troféu Hart (MVP do campeonato) 

1992-1993: NHL  - Frank J. Selke Trophy (melhor atacante defensivo) 

1992-1993: NHL  – Jogou no All-Star Game 

1993-1994: NHL  – Jogou no All-Star Game 

2006-2007: FCHL – Teve uma divisão nomeada em sua honra

## Recordes
1992-1993: NHL – Mais pontos em uma temporada (127), recorde da equipe de Toronto

1992-1993: NHL – Mais assistências em uma temporada (95), recorde da equipe de Toronto

1992-1993: NHL – Mais assistências num só jogo (6), recorde da equipe de Toronto

1988-1989: NHL – Sequência mais rápida de gols em desvantagem numérica (dois gols em 4 segundos de diferença), recorde da NHL